# Каудильо
Каудильо ( /kɔːˈdiː(l)joʊ, kaʊˈ-/ kaw-DEE(L) -yoh, kow- ,es; Old Spanish, от латинского capitellum, уменьшительное от caput «голова») — тип лидера-персоналиста, обладающего военной и политической властью.  Точного перевода на другие языки не существует; часто используют взаимозаменяемо с терминами «военный диктатор», «местный военачальник» и авторитарный лидер. Термин исторически связан с Испанией и испаноязычной Америкой, после того как регионы последней обрели независимость в начале XIX века. В прошлом официальный титул испанского диктатора Франко.   
Режим, при котором у власти находится каудильо, называется каудили́зм. Для каудилизма характерны ликвидация прав и свобод, установление террора и репрессий, прямые расправы с политическими противниками.

## В Латинской Америке
В XIX веке в странах Латинской Америки боролись за власть различные группировки и кланы, прежде всего помещиков-латифундистов. Политические конфликты обычно решались гражданской войной или путем «пронунсиамьенто», то есть государственного переворота. Обычной была крайняя политическая нестабильность. Например, с 1826 по 1836 год в Перу сменились 8 президентов, а в Чили с января 1823 до марта 1830 года власти успели поменяться 24 раза. Та социальная организация, которые сложилась еще в колониальный период (власть хозяина асьенды, основанная на его непререкаемом авторитете и личной преданности «клиентуры», её материальной зависимость от «патрона»), переносилась и на государственный уровень, что привело к феномену, называемому каудилизмом. Ещё в период войны за независимость 1810–1826 годов в странах региона произошла милитаризация власти. В Мексике и Перу главнокомандующий вооруженными силами или другой представитель военной верхушки, заручившись поддержкой армии или ее части, мог стать «верховным каудильо», президентом страны. Он становился диктатором, при этом, однако, сохраняя формально республиканскую форму правления и видимость разделения властей. Его «клиентурой» становились лояльные ему более мелкие каудильо, которые, в свою очередь, имели собственных «клиентов». В других странах Латинской Америки рвавшиеся к власти каудильо старались использовать в своих интересах местное ополчение и собственных пеонов или гаучо. Практически любой каудильо был искренне убежден, что народ его страны не готов к демократии по европейским образцам, и заявлял, что сначала следует обеспечить общественный порядок и экономический прогресс, а потом уже можно будет говорить о создании демократических институтов, защите свобод и прав личности и т.д.
В конце XIX — начале XX века усиление тенденции к консолидации латиноамериканских государств привело к появлению каудильо нового типа, выступавших за централизацию власти и ликвидацию сепаратистских тенденций. В деятельности ряда каудильо (боливийца Мануэля Исидоро Бельсу, эквадорца Элоя Альфаро, гватемальцев Хусто Руфино Барриоса и Эстрады Кабреры) проявлялись черты социального реформаторства. 
Режимы каудильо, как правило, были неустойчивы. Каудильо быстро растрачивал свой политический авторитет, социальная опора его власти неумолимо сужалась, а сам он становился жертвой нового заговора.
С наследием каудилизма связывают существующие до настоящего времени авторитарные тенденции в политике многих латиноамериканских государств.